# Papeterie de Thiers

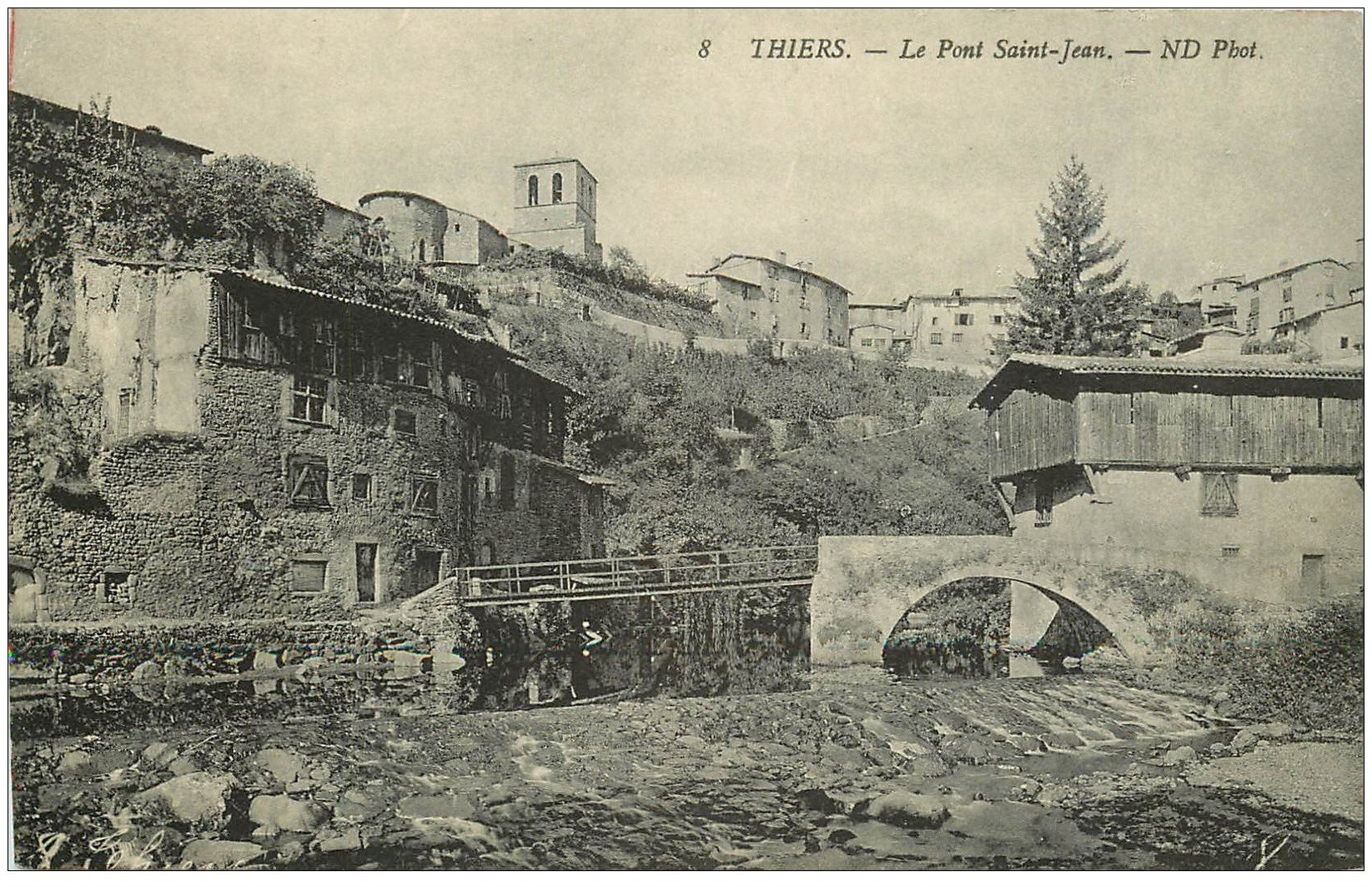
Papeteries visibles avec leur séchoir en bois près du pont Saint-Jean dans la vallée des Usines.

La papeterie de Thiers était une spécialité de savoir-faire élaborée dans la région de Thiers à l'est du département du Puy-de-Dôme et en région Auvergne-Rhône-Alpes. Cette technique doit une partie de son existence à la présence de la Durolle et à une main d'œuvre abondante dans la région.
Trouvant ses premières traces au XVe siècle dans la future vallée des Usines, la papeterie deviendra la deuxième activité économique de la ville de Thiers derrière la coutellerie et devant la tannerie en connaissant son apogée au XVIIIe siècle. Plus de 1 000 papetiers sont alors comptabilisés à Thiers alors que les marchands thiernois exportent les productions locales dans tout le pourtour méditerranéen et jusque dans les Indes.
Victimes d'une concurrence rude créée dans un contexte international compliqué, aggravée par une situation géographique en fond de gorges, les papeteries vont peu à peu diminuer en main d'œuvre et en établissements pour voir la dernière papeterie de la ville remplacée par une coutellerie en 1900.
En 2022, s'il n'existe aucun établissement fabriquant du papier sur Thiers, l'histoire papetière de la région est présentée brièvement au musée de la coutellerie et peut être appréhendée à Ambert assez proche avec le moulin à papier de Richard-de-Bas.

## Origine géographique
Les papeteries s'installent véritablement au XVe siècle dans des rouets le long de la rivière Durolle entre le quartier du Moûtier situé dans la ville-basse de Thiers et plus en amont dans la montagne thiernoise, dans les futures vallées des Usines et des Rouets,. En effet, les maillets sont entraînés par la force motrice de la rivière pour produire du papier. Les couteliers, déjà présents dans la vallée à cette date utilisent également la puissance de la Durolle comme moyen de travail — tout comme les tanneurs également.

Carte de la vallée des Usines et de la cité médiévale de Thiers, principaux lieux de production de couteaux et de papiers sur la ville.

## Histoire

### Origines
La force hydraulique de la Durolle est utilisée à Thiers dès le Moyen Âge pour mouvoir les moulins à farine, les foulons des tanneurs, les maillets des papetiers, et avec le développement de la coutellerie, les martinets des fondeurs et les meules des émouleurs,.
Si dès le XVe siècle, un quart des ouvriers thiernois exerce le métier de coutelier, la deuxième activité économique de la ville de Thiers est la papeterie. En effet, en 1463, l'Auvergne représentait à elle seule plus de la moitié de tous les moulins du Royaume de France. L'économie de la vallée de la Dore s'oriente vers cet artisanat, avec Ambert et Thiers comme centres névralgiques. À cette date, Ambert compte jusqu'à 150 moulins tandis que Thiers en compte une cinquantaine.
La corporation des papetiers thiernois possède des règlements de « toute ancienneté », confirmés par lettres patentes du roi Henri III en 1582. En 1667, Louis XIV donne de nouveaux statuts aux papetiers de la région pour régler des dissensions entre les fabricants.

### Cohabitation avec la coutellerie

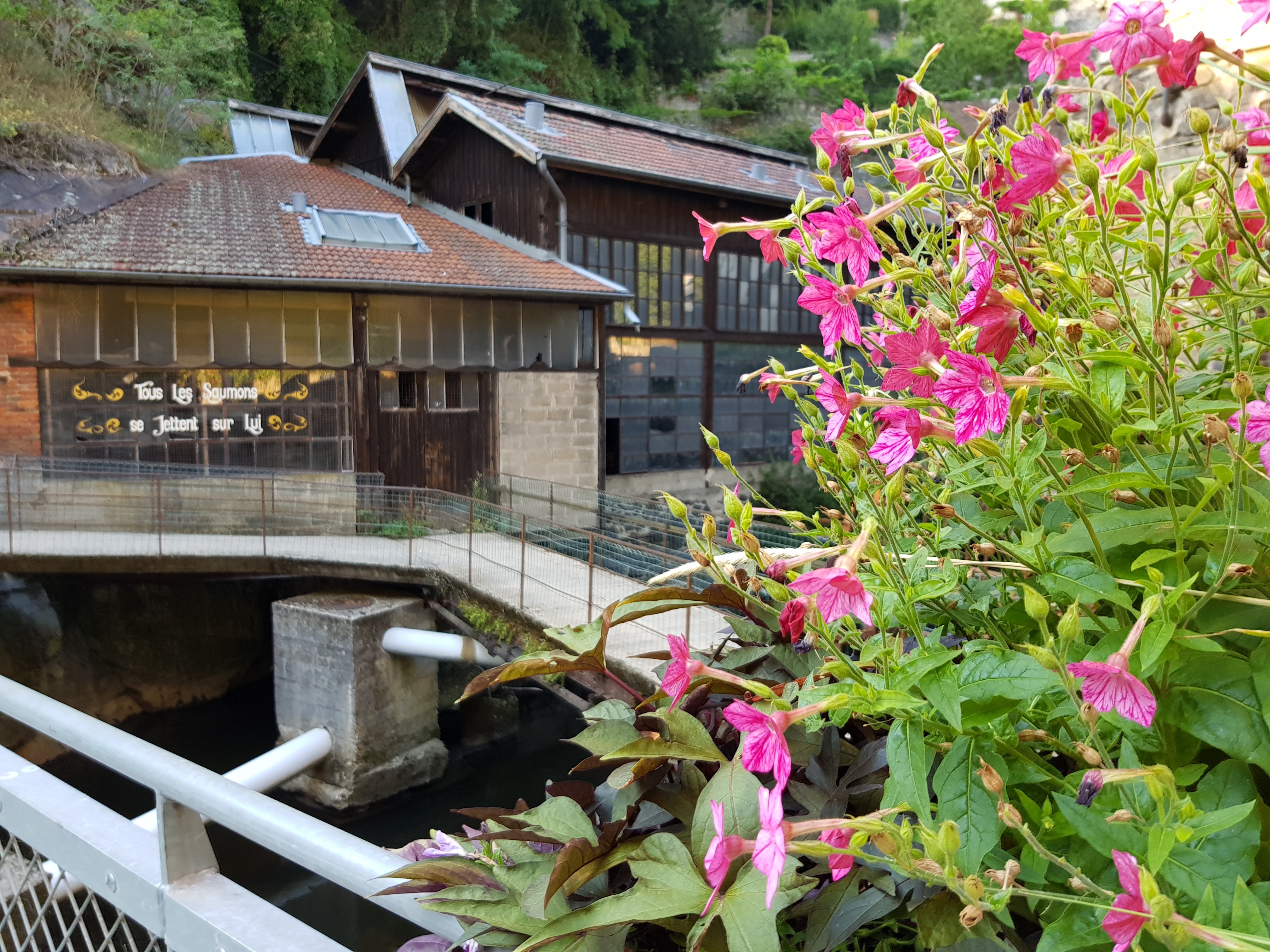
L'architecture des forges Mondière dans la vallée des Usines atteste qu'une activité papetière a eu lieu dans cette usine.

Les limites de l'expansion de l'industrie papetière thiernoise peuvent s'expliquer par le poids non négligeable de la coutellerie sur le bassin. En effet, la principale activité économique de la ville absorbe directement un quart des ouvriers et indirectement plus d'un ouvrier sur deux au XVe siècle. Les autres activités se départagent ainsi les autres personnels : tanneries, papeteries ou encore fabriques de cartes à jouer.
Dans la vallée des Usines principal lieu de production papetière de la ville, les usines changent plusieurs fois de destination à travers l'histoire alternant entre coutellerie et papeterie. L'usine du pont de Seychalles est un parfait exemple : lors de l'ouverture de l'usine en 1836, une papeterie s'installe — l'inscription « papeterie du pont de Seychal » est d'ailleurs encore visible sur la façade principale en 2022. L'usine s'est en fait construite sur les traces d'un ancien rouet du XVe siècle destiné à une activité coutelière. En 1872, elle devient la plus grande papeterie de la ville pour fabriquer notamment des billets de banque. En 1902, elle devient propriété de la Société générale de coutellerie et orfèvrerie,.

### Expansion commerciale

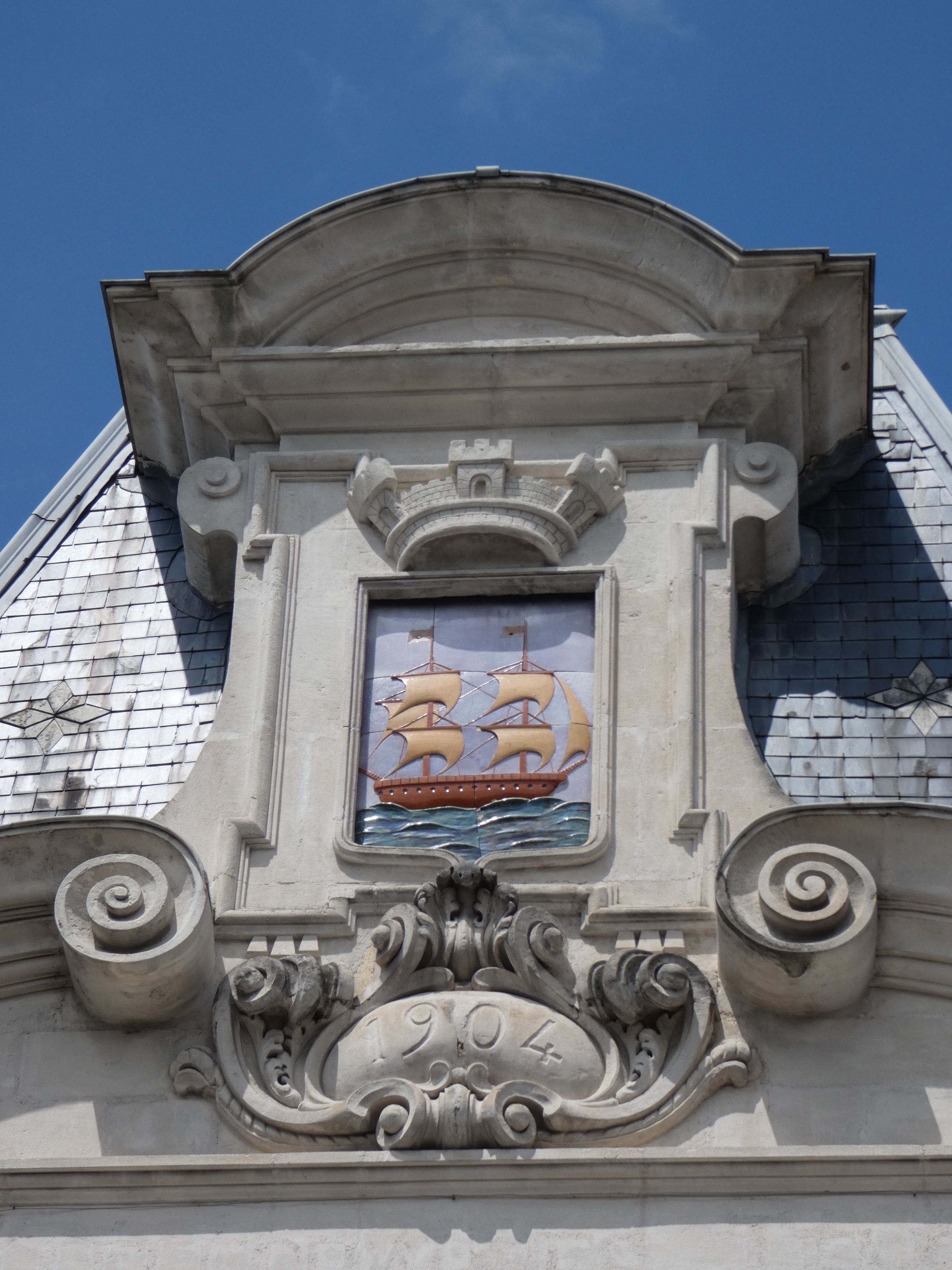
Blason de Thiers symbolisant la puissance commerciale thiernoise du XVIe siècle au XVIIIe siècle.

Les objets produits à Thiers sont exportés dans plusieurs pays au XVIIe siècle : en Espagne, en Italie, en Allemagne, en Turquie et « aux Indes »,.
À partir du XVIIIe siècle, les couteliers thiernois exportent leurs productions en dehors des frontières nationales d'une manière croissante. Le commerce, et plus particulièrement ceux du couteau et du papier, est un atout majeur pour la ville de Thiers qui compte déjà plus de 10 000 habitants au XVIIIe siècle. Il participe non seulement à l'essor économique de cette ville, mais également au maintien d'activités artisanales très présentes dans la région.
La puissance commerciale de Thiers, dont les couteaux et les papiers sont les principaux objets, laisse comme emblème municipal un navire trois-mâts pour la symboliser.

### Lente chute de l'activité papetière thiernoise
Dès le XVIIIe siècle, l'industrie papetière thiernoise connaît une lente et longue agonie. En premier lieu, les guerres continuelles de Louis XIV contre les pays avec lesquels les marchands commerçaient. Le Royaume d'Espagne reste ouvert au marché papetier français jusqu'au XVIIe siècle. Par la suite, cette ouverture va se clore à cause de la guerre de succession d'Espagne. Les traités mettant fin à cette guerre en 1713 et 1714 ferment la frontière aux échanges commerciaux depuis la France. Si le papier de Thiers était alors destiné à l'écriture, celui d'Ambert était plutôt tourné vers l'édition. Et l'Espagne était alors une grande cliente des marchands thiernois dans ce domaine.
Au cours du XVIIIe siècle, la papeterie de Thiers a bien du mal à conserver ses marchés internationaux, les Espagnols s'approvisionnant dorénavant à Gênes en Italie qui vient d'installer de nouveaux moulins à papier. En France, principal marché des papetiers à cette date, la concurrence est rude avec un secteur dense et des productions importantes dans d'autres régions. La Hollande imposera une concurrence d'autant plus importante que cette région historique avait réussi à moderniser ses mécanismes de production. Les papetiers thiernois eurent donc beaucoup de mal à prendre le virage de la modernité.
Un autre facteur de décroissance entre en jeu, celui des matières premières devenues rares et difficiles à approvisionner jusqu'à Thiers à cause de leur prix exponentiel en raison du contexte de crise économique du secteur en 1745.
Limitées par l’étroitesse de la vallée de la Durolle, la plupart des papeteries sont de petite taille et sont souvent contraintes de s’associer pour répondre aux commandes les plus importantes. Par ce biais, les papetiers thiernois ont été des fournisseurs privilégiés de l’État, qui exigeait que certains papiers soient fabriqués à la cuve, c’est-à-dire quasiment à la main. Cette condition, qui fait pendant un temps la fortune de ces papetiers, est finalement un frein à la modernisation de leur activité. De plus, la petitesse des usines et le rendement limité des roues hydrauliques empêchent l’installation de machines. Rapidement, Thiers n’est plus concurrentielle, perd tous ses marchés en plus d'un contexte international qui joue en sa défaveur.

### Disparition de la papeterie à Thiers au profit de la coutellerie

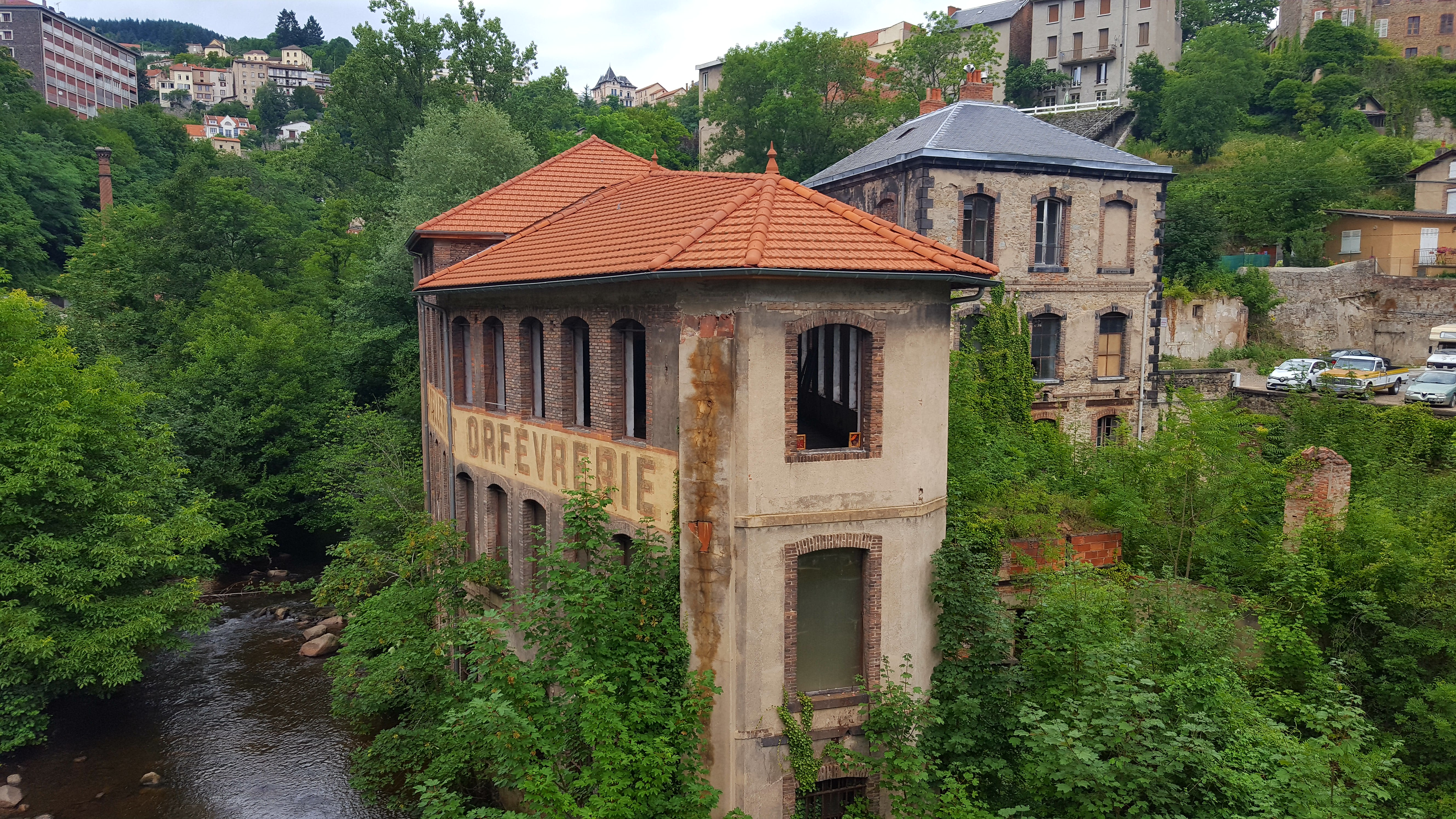
L'usine du pont de Seychalles qui devient une des plus grandes coutelleries de la ville dans les années 1920 après avoir été une papeterie pendant près d'un siècle.

La fin du XVIIIe siècle fut compliqué pour la ville de Thiers, qui passe de 11 430 habitants en 1789 à 10 605 en 1800 puis 9 836 en 1831. Cette chute de population s'explique par une économie globale du bassin en mauvaise posture. La coutellerie, la tannerie, la gainerie et la papeterie perdent des emplois à chaque recensement.
| Années | Coutellerie | Tannerie | Gainerie | Papeterie |
| ------ | ----------- | -------- | -------- | --------- |
| 1789   | 5 000       | 70       | 100      | 1 000     |
| 1800   | 4 500       | 24       | 90       | 840       |
| 1810   | 3 000       | 16       | 40       | 800       |

Alors que toutes les industries thiernoises connaissent une crise économique importante, la coutellerie sera la seule activité qui connaitra un essor dès le milieu du XIXe siècle lors de la révolution industrielle.
Au début du XXe siècle, pour ne plus dépendre des caprices de la Durolle, les usines utilisent la force motrice électrique alors que les dernières papeteries ferment leurs portes définitivement. La Durolle permet d'obtenir une puissance d'environ 1 000 chevaux par jour en moyenne en 1920 contre 1 500 chevaux pour l'énergie d'origine électrique.
La puissance moyenne par jour de la force motrice électrique s'établit ainsi :
| année | puissance en cheval-vapeur |
| ----- | -------------------------- |
| 1903  | 170                        |
| 1908  | 803                        |
| 1914  | 1 123                      |
| 1920  | 1 500                      |

L'indépendance des usines face à la Durolle leur permet de devenir des « usines complètes ». Ainsi, dans la vallée de la Durolle, plus de 12 000 ouvriers couteliers et 550 fabricants sont présents en 1912. Le bassin thiernois est alors le plus gros bassin français de production de couteaux et d'outils possédant une lame, loin devant ceux de Châtellerault, Nogent-en-Bassigny et Paris et à égalité avec Sheffield au Royaume-Uni.

## Image d'une ville papetière?

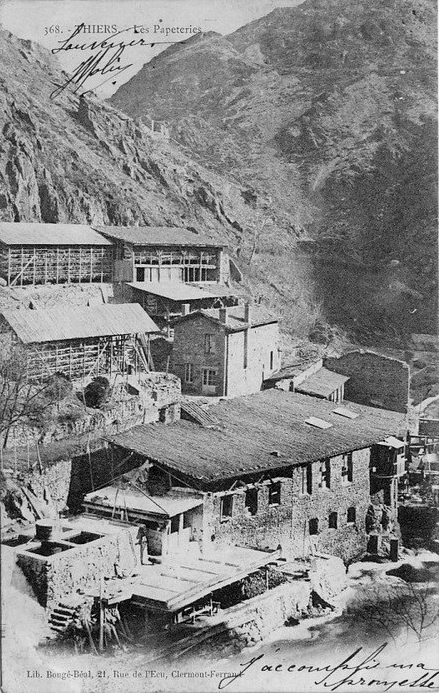
Papeterie Recourland au XIXe siècle dans la vallée des Usines.

### Le «Thiers coutelier» efface l'image du «Thiers papetier»
Face au poids important de l'économie coutelière dans la région, et l'emprise de la main d'œuvre vers cette activité, Thiers s'oriente dès le milieu du XIXe siècle vers une « mono-industrie coutelière ». Avec plus de 12 000 couteliers sur une population municipale de 17 400 au début des années 1910 et la dernière papeterie qui ferme définitivement ses portes en 1900, la mémoire papetière semble disparaître au profit d'une activité autant voire plus ancienne et plus ancrée sur la région, celle du couteau. Disparition rapide puisque la très grande majorité des papeteries seront détruites pour accueillir de nouvelles usines de coutellerie. En 2021, seuls trois bâtiments très marqués par la papeterie sont encore existants : l'ancienne papeterie Navarron, une de ses annexes et les forges Mondière — toutefois assez transformées par les activités de forge et de scierie qui suivirent,.

### Léger travail de mémoire papetière locale
Le musée de la coutellerie bien que présentant d'abord la coutellerie thiernoise et son histoire, traite de l'histoire commune à la coutellerie de plusieurs activités au XVe siècle dans la région, dont la papeterie dans son parcours scientifique et culturel.
Quelques traces de l'activité papetière résistent à Thiers. Si quelques rares bâtiments subsistent et témoignent encore de cette dernière, la toponymie de certains lieux fait un travail de mémoire sur ce qui fut la deuxième économie de la ville pendant plusieurs siècles. Ainsi, le quartier de la « Paillette », son ruisseau et la « rue des Papeteries » sont des témoins de ce passé industriel et artisanal. Le « pont des Patières », ancien nom de l'actuel pont Saint-Jean en est un également,.

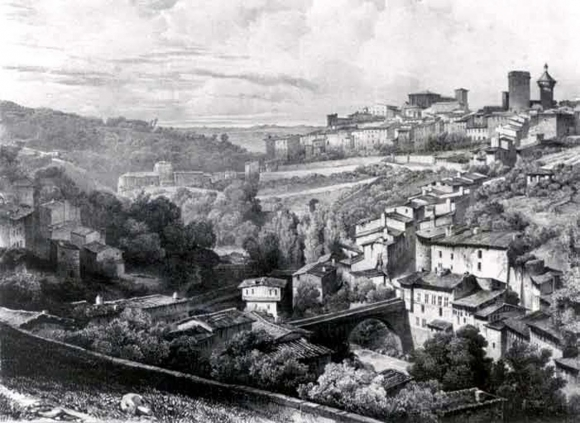
Le quartier de la Paillette, faisant référence à l'activité papetière importante dans la zone, représenté en 1830.
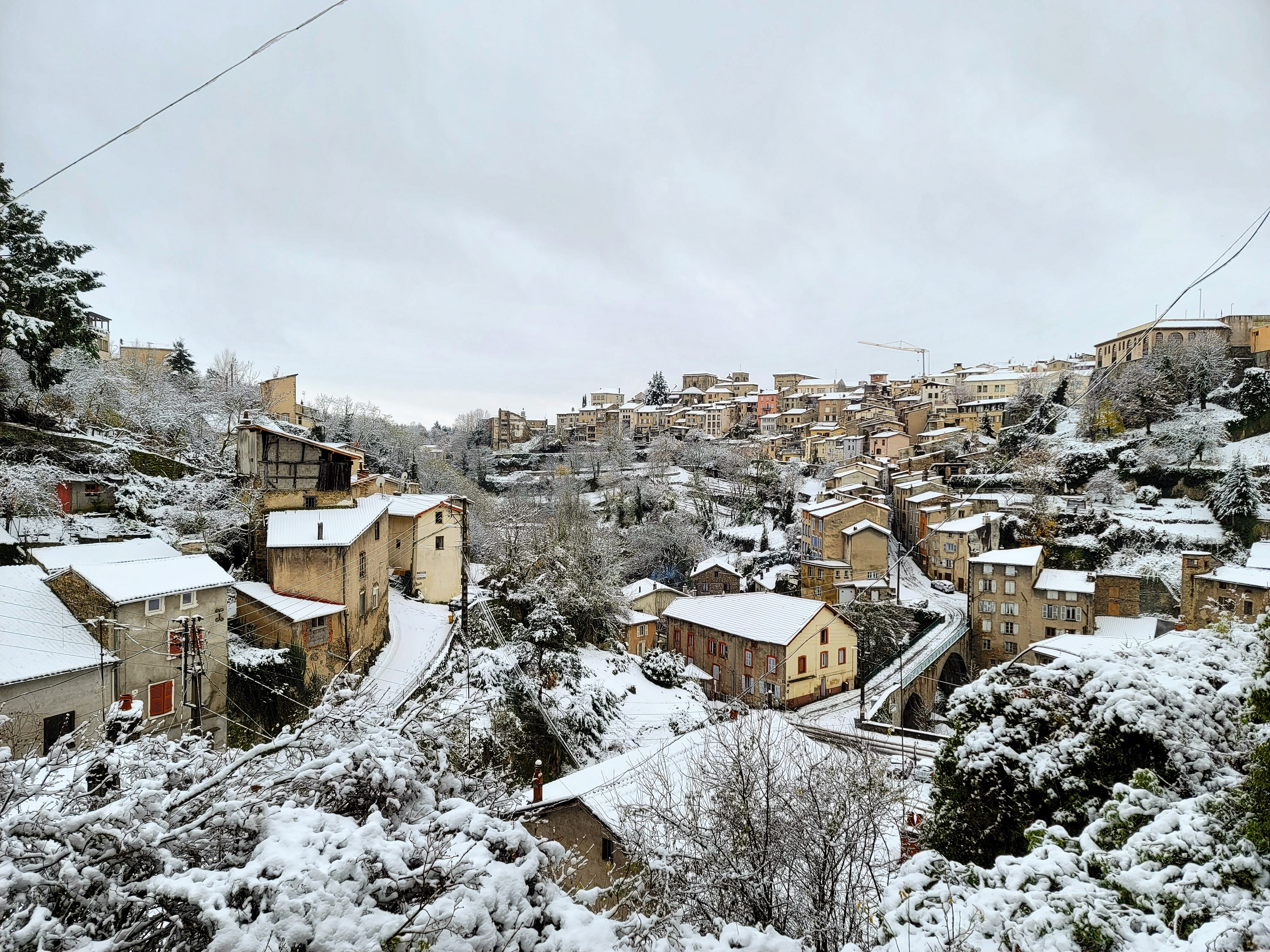
Le quartier de la Paillette en décembre 2021.
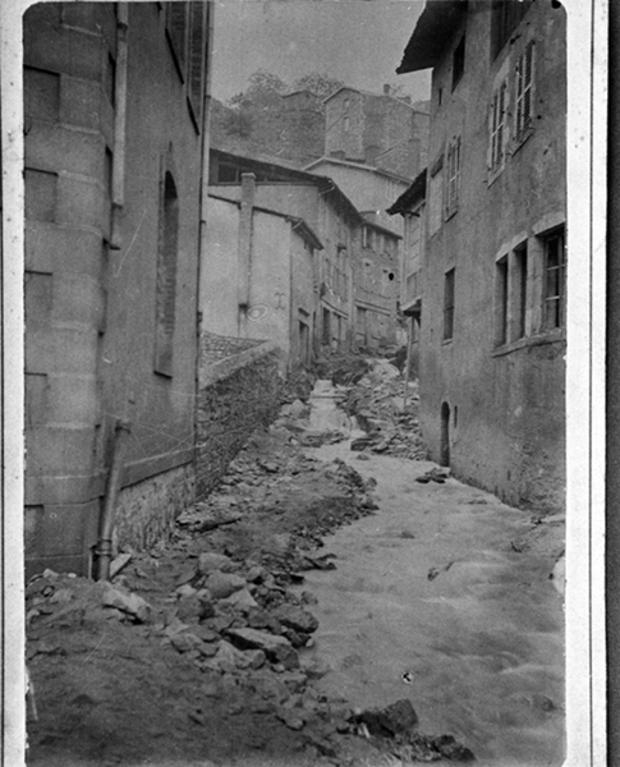
Le ruisseau de la Paillette avant d'être canalisé sous la rue des Papeteries.